# ستيف هاندلي
ستيف هاندلي (بالإنجليزية: Stephen Handley)‏ هو مجدف أسترالي، ولد في 28 يونيو 1956 في سيدني في أستراليا.

## وصلات خارجية
- ستيف هاندلي على موقع الاتحاد الدولي للتجديف (الإنجليزية)
- ستيف هاندلي على موقع أوليمبيديا (الإنجليزية)
- ستيف هاندلي على موقع اللجنة الأولمبية الأسترالية (الإنجليزية)